# Yuji Ito
Yuji Ito (Mie, 20 mei 1965) is een voormalig Japans voetballer.

## Carrière
Yuji Ito speelde tussen 1984 en 2002 voor Yanmar Diesel, Nagoya Grampus Eight en Shonan Bellmare.